# Vaux-lès-Mouron
 Vaux-lès-Mouron  es una población y comuna francesa, en la región de Champaña-Ardenas, departamento de Ardenas, en el distrito de Vouziers y cantón de Monthois.

## Demografía
| 145                       | 187 | 203 | 211 | 243 | 214 | 188 | 201 | 193 | lac. | lac. | 193 | 206 | 189 | 166 | 152 | 165 | 159 | 150 | 127 | 115 | 168 | 129 | 122 | 118 | 136 | 135 | 133 | 129 | 116 | 97 | 76 | 62 | 77 | 80 |
| (Fuente: Cassini e INSEE) |     |     |     |     |     |     |     |     |      |      |     |     |     |     |     |     |     |     |     |     |     |     |     |     |     |     |     |     |     |    |    |    |    |    |